# Discant
Discant is een muziekterm om de hoge tonen aan te duiden bij het orgel, de piano en het klavecimbel. Tegenover discant staat bas, waarmee de lage tonen worden aangeduid.
Meer specifiek is het de term waarmee bij het orgel de rechterkant van het klavier, waar zich de hoge tonen bevinden, wordt aangeduid. De scheiding tussen het bas- en het discantgedeelte ligt vaak tussen B0 en C1, maar andere indelingen komen ook voor. 
De term "discant" is ook wel als achtervoegsel gebruikt voor halve en gehalveerde registers. 
In het vierstemmenboek wordt de vierde stem ook Discant genoemd. De toonhoogte van deze stem ligt dan tussen de Tenor en de Alt.